# Valdigem
Valdigem é uma vila portuguesa do Município de Lamego que foi sede da extinta Freguesia de Valdigem, freguesia que tinha 10,86 km² de área e 890 habitantes (2011), e, por isso, uma densidade populacional de 82 hab/km².
A Freguesia de Valdigem foi extinta em 2013, no âmbito de uma reforma administrativa nacional, tendo passado, em conjunto com a Freguesia de Parada do Bispo, a formar uma nova freguesia denominada União das Freguesias de Parada do Bispo e Valdigem, da qual a última é a sede.
Valdigem foi vila e sede de concelho até 1836. Este concelho era constituído apenas por uma freguesia e tinha, em 1801, 786 habitantes. Em 1834, foi-lhe incorporado o concelho de Parada do Bispo.
Em 1 de Julho de 2003, a povoação de Valdigem voltou a ter a categoria de vila.

## População
| População da freguesia de Valdigem | População da freguesia de Valdigem | População da freguesia de Valdigem | População da freguesia de Valdigem | População da freguesia de Valdigem | População da freguesia de Valdigem | População da freguesia de Valdigem | População da freguesia de Valdigem | População da freguesia de Valdigem | População da freguesia de Valdigem | População da freguesia de Valdigem | População da freguesia de Valdigem | População da freguesia de Valdigem | População da freguesia de Valdigem | População da freguesia de Valdigem |
| ---------------------------------- | ---------------------------------- | ---------------------------------- | ---------------------------------- | ---------------------------------- | ---------------------------------- | ---------------------------------- | ---------------------------------- | ---------------------------------- | ---------------------------------- | ---------------------------------- | ---------------------------------- | ---------------------------------- | ---------------------------------- | ---------------------------------- |
| 1864                               | 1878                               | 1890                               | 1900                               | 1911                               | 1920                               | 1930                               | 1940                               | 1950                               | 1960                               | 1970                               | 1981                               | 1991                               | 2001                               | 2011                               |
| 1 242                              | 1 077                              | 1 209                              | 1 225                              | 1 320                              | 1 259                              | 1 438                              | 1 728                              | 1 735                              | 1 925                              | 1 796                              | 1 630                              | 1 440                              | 1 195                              | 890                                |

No censo de 1864 tinha anexada a freguesia de Parada do Bispo
| Distribuição da População por Grupos Etários | Distribuição da População por Grupos Etários | Distribuição da População por Grupos Etários | Distribuição da População por Grupos Etários | Distribuição da População por Grupos Etários | Distribuição da População por Grupos Etários | Distribuição da População por Grupos Etários | Distribuição da População por Grupos Etários | Distribuição da População por Grupos Etários | Distribuição da População por Grupos Etários |
| -------------------------------------------- | -------------------------------------------- | -------------------------------------------- | -------------------------------------------- | -------------------------------------------- | -------------------------------------------- | -------------------------------------------- | -------------------------------------------- | -------------------------------------------- | -------------------------------------------- |
| Ano                                          | 0-14 Anos                                    | 15-24 Anos                                   | 25-64 Anos                                   | > 65 Anos                                    |                                              | 0-14 Anos                                    | 15-24 Anos                                   | 25-64 Anos                                   | > 65 Anos                                    |
| 2001                                         | 198                                          | 194                                          | 600                                          | 203                                          |                                              | 16,6%                                        | 16,2%                                        | 50,2%                                        | 17,0%                                        |
| 2011                                         | 96                                           | 110                                          | 504                                          | 180                                          |                                              | 10,8%                                        | 12,4%                                        | 56,6%                                        | 20,2%                                        |

## Património
- Marco granítico n.º 90[8]
- Marco granítico n.º 92
- Marco granítico n.º 89
- Marco granítico n.º 91